# 桑加蒙 (伊利諾伊州)
桑加蒙（英語：Sangamon）是位於美國伊利諾伊州梅肯縣的一個非建制地區。該地的面積和人口皆未知。

## 地理
桑加蒙的座標為39°52′00″N 88°51′21″W / 39.86667°N 88.85583°W，而該地的平均海拔高度為208米（即682英尺）。